# GACHAPON!
GACHAPON!（ガチャポン）は、2004年に公開された日本映画。
第24回若葉夏祭り・わかば映画祭正式出品作品。

## 出演
- 仙道鉄雄 - 黄川田将也
- 武藤拳 - 忍成修吾
- ジャンボ - 深水元基
- マコト - 竹井洋介
- 悠 - 伴杏里
- 若杉早紀 - 金澤ゆかり
- 新堂良太 - 上地雄輔
- 松田一沙
- 岡元夕紀子
- 矢沢心
- 松本まりか
- 虎牙光揮
- 餓鬼レンジャー
- ラッパ我リヤ
- 秋本奈緒美
- 榊英雄
- 谷本進
- 津田寛治
- 小木茂光

## スタッフ
- 監督・脚本：内田英治
- 製作：平尾忠信
- 撮影：小山田勝治
- 主題歌：「プレイバック」餓鬼RANGER
- 音楽製作：ポジティブプロダクション
- 製作・配給会社：JVD

| スタブアイコン | サブスタブ | この項目は、まだ閲覧者の調べものの参照としては役立たない、映画に関連した書きかけの項目です。この項目を加筆・訂正などしてくださる協力者を求めています（P:映画/PJ:映画）。 |